# Ericaella kaxinawa
Ericaella kaxinawa is een spinnensoort uit de familie van de Cheiracanthiidae.
De wetenschappelijke naam van de soort werd in 1997 gepubliceerd door Bonaldo.